# Rachel Luttrell
Rachel Luttrell är en skådespelerska som är född i Tanzania den 19 januari 1971 av en inhemsk mor och en fransk far och uppvuxen i Kanada från femårsåldern. Hon är mest känd för sina roller som den athosianska krigaren och ledaren Teyla Emmagan i den kanadensisk-amerikanska science fiction-serien Stargate Atlantis och som Veronica Beck i den kanadensiska TV-serien Street Legal från slutet av 1980-talet och början av 1990-talet.
Hon har även medverkat i några långfilmer, exempelvis den kanadensiska filmen från 2006 - A Dog's Breakfast – där för övrigt en rad skådespelare från TV-serierna Stargate SG-1 och Stargate Atlantis har huvud- eller biroller. Rachel Luttrell studerade först balett vid The Russian Academy of Classical Ballet. Hennes första framträdande på vita duken var i en TV-film från 1986 - Courage.